# Clyde Cowan
Clyde Lorrain Cowan Jr (n. 6 decembrie 1919, Detroit, Michigan, SUA – d. 24 mai 1974, Bethesda⁠(d), comitatul Montgomery, Maryland, SUA) a fost un fizician american. Împreună cu Frederick Reines, a condus experimentul în care au fost detectați direct neutrini produși într-un reactor nuclear (1956). 
În 1995 Reines a acceptat Premiul Nobel pentru Fizică, decernat cu motivarea „pentru detectarea neutrinului”, în numele ambilor cercetători.